# Boroets
Boroets (en macédonien Бороец) est un village du sud-ouest de la Macédoine du Nord, situé dans la municipalité de Struga. Le village comptait 629 habitants en 2002.

## Démographie
Lors du recensement de 2002, le village comptait :
- Macédoniens : 193 ;
- Turcs : 175 ;
- Albanais : 74 ;
- Autres : 187.